# Nagy Sándor (színművész, 1980)
Nagy Sándor (Kisvárda, 1980. augusztus 18. –) Jászai Mari-díjas magyar színész, énekes.

## Élete

### Színészi pályája
Középiskolai tanulmányait a Kisvárdai Bessenyei György Gimnázium és Kollégiumban végezte. Ebben az időben lett tagja a Doktorock nevű színtársulatnak. 1998-ban Szirtes Tamás, Kocsák Tibor és Simon Edit segítségével lehetőséget kapott a Madách Színházban bemutatott A nyomorultak című musicalben, ahol egy forradalmárt alakított. Ezután a Piccolo Színház tagja lett. 2005-ben diplomázott a Színház- és Filmművészeti Egyetem operett-musical szakán. Még ebben az évben a Madách Színházhoz szerződött. 2024-ben nyilatkozott arról, hogy utolsó szerepét is visszaadta a színházban, elköszönt a teátrumtól.

### Énekesi pályája
2005-től az Adagio együttes tagja volt 2010-ig.

## Színházi szerepei

### Színdarabok
- Karenin (Kocsák Tibor – Miklós Tibor: Anna Karenina)
- Fame-Tyron Piccolo Színház
- Rent - Marc Cohen   Piccolo Színház
- Dr. David Strajna (Simonkovits Ákos: Atlantis – az elveszett világ nyomában...)
- Lord Byron (Jonathan Wood – Fred Farelli: Démonológia- vizsgaelőadás SZFE)
- Diótörő, Karl (Szomor György – Szurdi Miklós – Valla Attila: Diótörő és Egérkirály)
- Doktor Vas (Koltai Róbert: Én és a kisöcsém)
- La Mancha lovagja-Borbély (2001 Diósgyőr)
- József Attila (Vizy Márton és Tóth Dávid: Én, József Attila – Madách)
- Percsik/Avram (Joseph Stein: Hegedűs a háztetőn – vizsgaelőadás SZFE)
- József (Webber – Tim Rice: József és a színes szélesvásznú álomkabát)
- Jud Templeton (Bernard Slade: Jutalomjáték-Játékszín)
- Fiú (Tasnádi István: Kokainfutár vizsgaelőadás-SZFE)
- (Bereményi Géza: Laura opera-musical Zalaegerszeg 2004)
- Chris (Miss Saigon vizsgaelőadás SZFE)
- Joly (Victor Hugo: Nyomorultak 1999)
- Raoul, Vicomte de Chagny (Webber: Az operaház fantomja)
- Leo Bloom (Mel Brooks, Thomas Meehan: Producerek)
- Jay Morrison (Frederick Stoppel: Sors bolondjai
- Milo Tindle (Anthony Saffer – Ördöglakat -Thália Színház)
- Sir Galahad (Eric Idle – John Du Prez: Spamalot avagy a Gyalog Galopp)
- Paul (Barrie Keeffe: A városban)Cooney-Hilton:
- 1x3 néha 4, avagy Egyszerháromnéhanégy – Billy Hickory Wood
- Rice-Webber: Jézus Krisztus Szupersztár – Heródes
- John (Webber: Volt egyszer egy csapat)
- Von Krolock (Jim Steinman – Michael Kunze: Vámpírok bálja)
- Sziszi (Bolba Tamás–Galambos Attila–Szente Vajk: Csoportterápia)
- Thénardier (A nyomorultak-Madách 2015)
- Will Shakespeare/Rómeó – Szerelmes Shakespeare – Madách
- Ben Silverman – Napsugárfiúk (Madách/Játékszín)
- Leo Humphrey – Primadonnák (játékszín)
- Jim Watt – Legyen a feleségem (Játékszín)
- Dr. Jay Strauss / Frankie – Virágot Algernonnak – Játékszín
- András – Polygami (Madách)
- Pepe – Teljesen idegenek – Játékszín
- Liliomfi – Liliomfi – Madách
- Simon – Legénybúcsú – Játékszín
- Gilbert Bodley – Ne most, drágám – Madách
- Lenny – Pletykafészek – Veres1színház
- Billy – Ügyes kis hazugságok – Madách
- Csavargó – Chapline – Nagyvárosi fények – Játékszín

### Film, televízió
- Kisváros (1999)
- Magic Boys (2009)
- A mi kis falunk (2018–)
- Jófiúk (2019)
- Segítség! Itthon vagyok! (2020)
- Barátok közt (2012–2013, 2018)
- Most vagy soha! (2024)

### Koncertek
- Stephen Sondheim: Szenvedély
- On Broadway
- Musical est
- A musical szárnyán
- Hol vagytok ti régi játszótársak?
- Mi vagyunk a musical (Madách)
- Jótékonysági Gála
- MASZK gála
- EZ sem ugyanAZ
- Best of Webber
- Szabolcs Megye Lordjai
- Csillagok aranya

### Rajzfilmszinkronok
- Susie és Tekergő 2.: Csibész, a csavargó – Tekergő – Jeff Benett (magyar énekhangja)

Rendezés:
- Neil Simon – Pletykafészek – Veres1színház, 2018
- Peter Shaffer – Black Comedy/Rövidzárlat – Veres1színház, 2021

## Díjai, elismerései
- Súgó Csiga díj (2006)
- Soós Imre-díj (2009)
- Kránitz Lajos-díj (2015)
- Játékszín – Legjobb férfi főszereplő közönségdíj (2019, 2020)
- Jászai Mari-díj (2021)[2]